# انجمن ایالتی آذربایجان
انجمن ایالتی آذربایجان یا به اختصار انجمن ملی تبریز سازمان مردم نهادی بود که در جریان جنبش مشروطیت در تاریخ ۵ مهر ماه ۱۲۸۵ به نام بنام «انجمن عدالت طلبان تبریز» تشکیل گردید، و به‌مدت بیش از پنج سال کلیه فعالیت‌های سیاسی، اجتماعی و حکومتی تبریز و شهرستان‌های اطراف آن را عهده‌دار بود. این انجمن با فعالیت‌های خود و تجهیز مردم و فشار سیاسی به دولت مرکزی، نقش اساسی در جنبش مشروطه و خنثی سازی کارشکنی‌های محمدعلی شاه و احیاء مشروطیت، داشت. فعالیت انجمن تبریز با ورود قوای روس و اشغال تبریز در ۲۸ آذر ۱۲۹۰ عملاً پایان یافت و بعضی اعضاء آن در تهران و در انجمن‌های «تبریز» و «دموکرات» و در مجلس دوم فعال بودند.

## دوره اول: انجمن ملی تبریز

### پیشینه
جنبش مشروطیت خواهی و خیزش مردمی در تهران از اواخر سال ۱۳۲۳ قمری به تکامل خود نزدیک می‌شد. سخنرانی‌های روشنفکران و مجالس وعظ روحانیان در محرم و صفر و تحصن روحانیان موافق و روشنفکران در حرم عبدالعظیم حسنی نقطه اوج این خیزش بود.
در تهران فرمان مشروطیت در مرداد ۱۲۸۵ خورشیدی صادر شده و مجلس چند گاهه برپا گردیده و «نظامنامهٔ انتخابات» نوشته می‌شد ولی دربار همچنان دشمنی و ایستادگی کرده و مظفرالدین‌شاه «نظامنامهٔ انتخابات» را امضا نمی‌نمود و دوباره بازارها بسته شده و شور و خروشی برخاسته بود. مردم تبریز هم بست نشستن در کنسول خانه انگلیس را برگزیدند. با توجه به ازدحام کنسول خانه و پیرامون آن و نیز تجمع مردم در مسجد صمصام خان و پیوستن علمای بزرگ تبریز مانند حاجی میرزا حسن مجتهد و حاجی میرزا کریم امام جمعه و میرزا صادق و حاجی میرزا محسن و ثقةالاسلام و حاجی سید محمد قره‌باغی و دیگران به مردم، به پیشنهاد بازرگانان و دیگران صندوقی بنام صندوق مصارف انجمن عدالت طلبان و مشروطه خواهان اسلام پدید آمد تا هزینه‌های بست نشستن مردم تبریز را تأمین نماید. این صندوق مهری برای خود داشت و رسیدهای چاپی آماده گردانید و صندوقداری را آقا میر باقر و سرکشی را حاجی محمد صادق قازانچایی و کربلایی علی مسیو به گردن گرفتند. نهایتاً دولت خواه و ناخواه گردن گذاشت و روز پنجشنبه چهارم مهر ماه (هشتم شعبان) می‌بود که از تهران به ولیعهد پاسخ رسید، و او این را با دستخطی از خود، به نزد مستر راتسلاو کنسول انگلیس فرستاد و نامه‌ای هم نوشت و مستر راتسلاو رونویس آن دستخط و آن نامه را با خود تلگراف شاه به نام انجمن عدالت طلبان تبریز به نزد حاجی مهدی آقا و دیگر سران جنبش فرستاد.

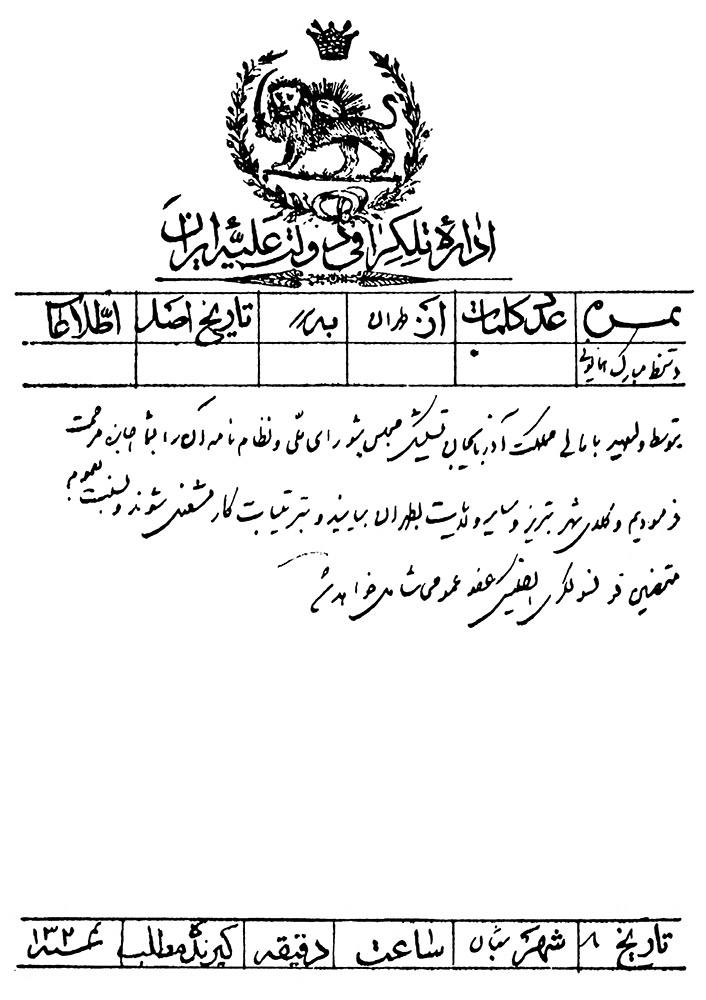
تلگراف از مظفرالدین‌شاه به محمدعلی میرزا

### تأسیس
پس از مقاومت و تحصن مردم تبریز و تلگراف مظفرالدین‌شاه در تاریخ پنجشنبه ۴ مهرماه ۱۲۸۵ (۸ شعبان ۱۳۲۴) به ولیعهد محمدعلی میرزا، شور و شوقی در مردم پدید آمد و فعالان جنبش اقدام به تجمع برای انتخاب نمایندگان خود کردند، عملاً این تجمع هسته اولیه تشکیل انجمن ایالتی را به‌طور رسمی بنیان نهاد.
انجمن ایالتی آذربایجان در بدو تأسیس «مجلس ملی» خوانده می‌شد. این موضوع سوء تفاهمی در تهران میان برخی از نمایندگان مجلس شورای ملی به وجود آورد و به عنوان «مجلس» برای انجمن ایالتی اعتراض نمودند. از آن پس، انجمن با صواب‌دید نمایندگان آذربایجان در مجلس شورای ملی، برای رفع شبهه به «انجمن ایالتی آذربایجان» یا «انجمن تبریز» موسوم گردید. همه طبقات از جمله علمای مذهبی در آن فعالیت می‌کردند و عده‌ای از حزب «اجتماعیون - عامیون» قفقاز یا حزب سوسیال دموکرات نیز از طریق این انجمن فعالیت می‌نمودند.

### اعضا
برخی افرادی که در جلسه‌های اولیه شرکت داشته‌اند عبارتند از:
- روحانیون: میرزا حسن مجتهد - شیخ سلیم - ثقةالاسلام تبریزی - میرهاشم تبریزی - میرزا حسین واعظ - ابوالحسن چایکناری - میرزا ابراهیم‌آقا - میرزا جواد ناصح زاده - جعفر گنجه‌ای.
- اعیان‌ها: حسینقلی خان دنبلی معروف به حاجی نظام الدوله
- تجار و روشنفکران: میرزا خداداد حکاکباشی - میرزا حسین عدالت - سید حسن تقی‌زاده - علی خان تربیت - میرزا آقا فرشی - بصیرالسلطنه - حاج علی دوافروش - علی مسیو - سید محمد شبستری - مهدی کوزه‌کنانی - حاج رسول صدقیانی - محمد سلماسی - میرزا محمود اسکوئی - علیقلی ضفرف.

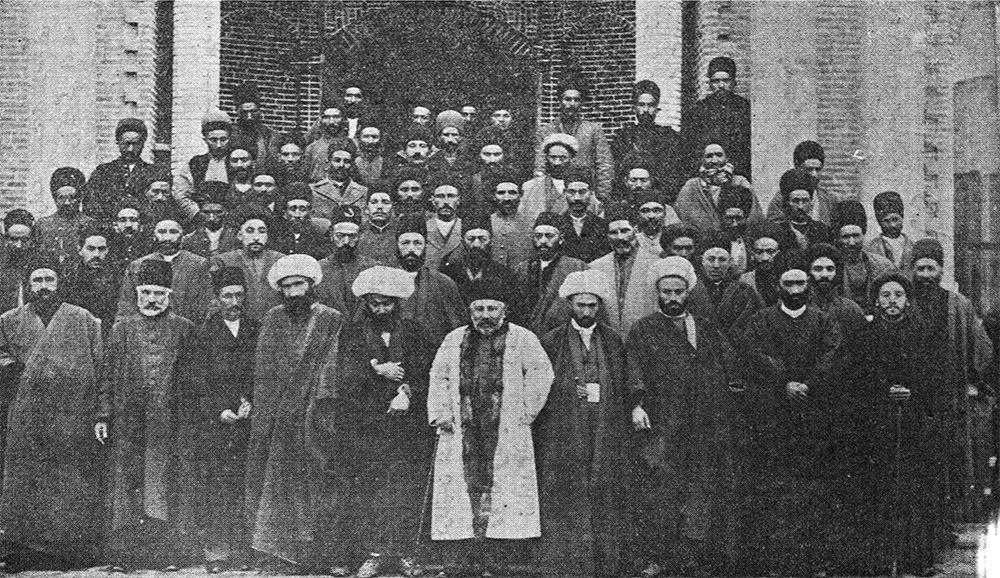
برخی پیشروان جنبش تبریز و نمایندگان انجمن و نمایندگان دارالشوری. در جلو ایستاده (از راست بچپ): میریعقوب یکی از (کارکنان انجمن)، حاجی غنی صراف، میرزا جواد ناطق (ناصح زاده)، حاجی نظام‌الدوله (سرانجمن)، شادروان شیخ سلیم، میرزا فضلعلی آقا، شرف‌الدوله، هدایت‌الله میرزا، حاجی محمد آقا حریری. در پشت سر ایستاده. پشت سر حاجی نظام‌الدوله، حاجی مهدی آقا کوزه‌کنانی، آنسوتر حاجی ملک‌التجار، آنسوتر مرتضوی، آنسوتر حاجی معین‌الرعایا

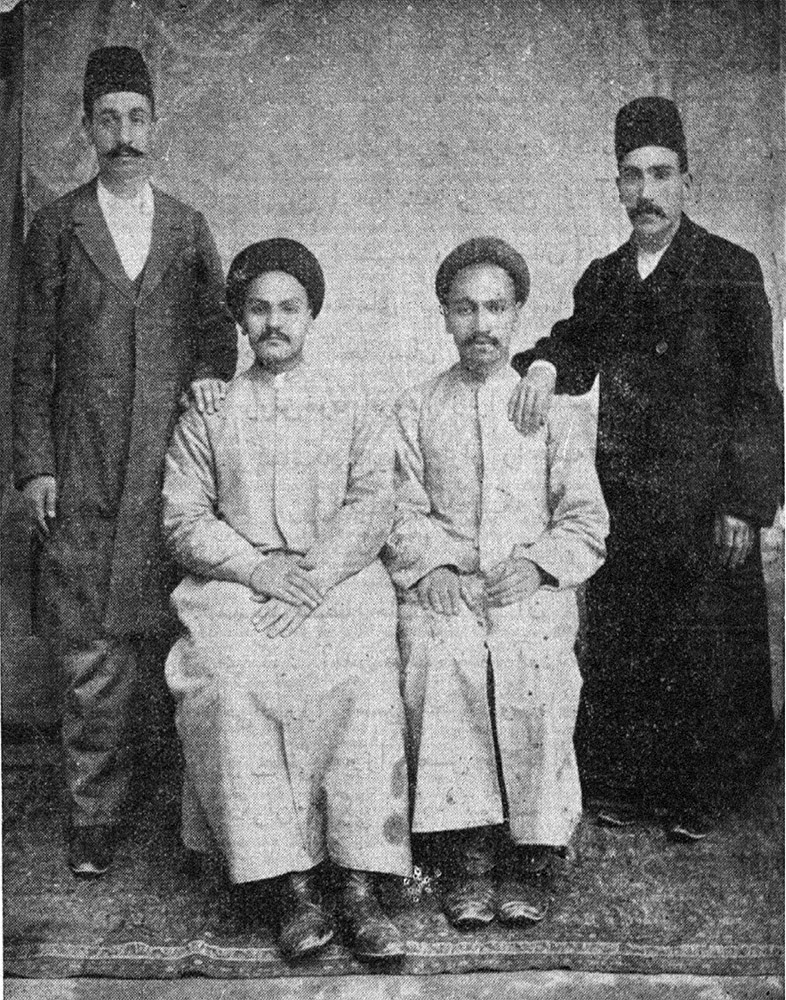
از راست به چپ: میرزا محمودخان حکاکباشی، سید حسن شریف‌زاده، سید حسن تقی‌زاده، میرزا محمد علی‌خان تربیت

پس از چندی بعضی از اعضاء تندرو انجمن مثل علی مسیو، گنجه‌ای، دوافروش و صدقیانی تشکل درون‌گروهی بنام مرکز غیبی را بنیان نهادند که درحقیقت مانند شاخه نظامی عمل می‌کرد و تعلیم افراد و نوشتن شب‌نامه‌ها را اداره می‌کردند.
.

### فعالیت‌ها
عمده فعالیت‌های انجمن در این دوره شامل موارد زیر است:
- برگزاری جلسه‌های متعدد
- انتخاب نمایندگان آذربایجان برای دوره نخست مجلس شورای ملی
- انتشار روزنامه انجمن
- رسیدگی به مشکلات مردم تبریز و شهرستان‌ها
- برگزاری مجالس وعظ و سخنرانی و آموزش سیاسی و نظامی مردم
- وارد کردن فشار سیاسی به دولت برای تصویب قانون اساسی مشروطه و متمم آن[۱۱]
- تشکیل اردوی نظامی برای جنگ با مستبدان محلی.

سایر ایالت‌ها و ولایت‌های ایران مانند تهران، کرمان، فارس و خراسان، برای تأسیس انجمن، از این انجمن الگو گرفته و مشکلات خود را با آن در میان می‌گذاشتند. به عنوان مثال چند بار اقدام به حل گرفتاری‌های انجمن اردبیل، خوی و مراغه نموده و با سایر شهرهای مهم خارج از ایران مانند انجمن ایرانیان باکو، انجمن سعادت استانبول و انجمن علمای نجف ارتباط دایمی داشت.
انجمن ایالتی آذربایجان همان انجمنی است که بزرگ‌ترین و اساسی‌ترین مشکل تنظیم متمم قانون اساسی مشروطه ایران را حل و فصل کرده و به آن صورت قانونی و پارلمانی داد. انجمن ایالتی آذربایجان نظارت مستقیم بر انتخابات دوره اول مجلس شورای ملی در سراسر این ایالت داشته و نمایندگان آن در دوره اول به نمایندگی مجلس انتخاب شدند. این انجمن ناظر و مراقب اوضاع اجتماعی و انقلابی ایران و آذربایجان بود.

## دوره دوم: انجمن ایالتی آذربایجان
پس از تصویب قانون انجمنهای ایالتی و ولایتی، در ۱ خرداد ۱۲۸۶ توسط مجلس شورای ملی، انجمنهای مزبور نماینده دولت خوانده شدند. نمایندگان برای انجمن ایالتی از روی قانون برگزیده می‌شد. این کار روز آدینه چهاردهم آذر (۳۰ شوال) انجام گرفت که کسان پایین برگزیده شدند: اجلال‌الملک، بصیرالسلطنه، مؤتمن همایون، افتخار الاطباء، حاجی امین‌التجار، میرزا علی‌اکبر، معین‌الرعایا، حاجی مهدی کوزه‌کنانی، حاجی محمد حسین ساعتساز، حاجی رحیم باکوچی، حاجی میرزا ابوالحسن انگجی

## دوره سوم
پس از به توپ بسته شدن مجلس توسط محمدعلی شاه و شروع استبداد صغیر در تاریخ ۲ تیر ۱۲۸۷(۲۳ جمادی‌الاول ۱۳۲۶)

### بازسازی انجمن
خبر بمباران مجلس و دستگیری و فراری نمایندگان مجلس به تبریز رسید رشته کارهای انجمن از هم گسیخت. علی مسیو با همراهی مجاهدین سرشناس سعی در جمع‌آوری و تشکیل جلسه انجمن را داشت ولی حمله و گلوله‌باران افراد انجمن اسلامیه به سرکردگی میرهاشم دوه‌چی امان نمی‌داد. گفته می‌شد میرهاشم قبلاً از برنامه بمباران مجلس خبر داشته و با محمدعلی شاه در ارتباط بوده.

### اعضاء
انجمن در اواخر جمادی‌الثانی ۱۳۲۶ با حضور اعضاء زیر تشکیل جلسه اضطراری داد: سید محمد تقی طباطبائی - میرزا حسین واعظ - شیخ محمد خیابانی - حسین خان عدالت - سید حسن شریف‌زاده - اسماعیل نوبری - مهدی کوزه‌کنانی -.
اعضای انجمن ملی تبریز با رای‌گیری به شرح آراء زیر انتخاب شدند:
۱−آقامیرزا حسین واعظ ۲۵۲۲ رای
۲−آقای امین التجار ۱۷۲۳ رای
۳−آقا شیخ سلیم ۱۳۱۹ رای
۴−حاجی میرزا حاجی آقا میلانی ۱۲۷۱ رای
۵−آقا میرزا محمدتقی ۱۱۰۵ رای
۶−حاج رحیم آقا بادکوبه چی ۹۷۰ رای
۷−حاجی ناصر حضرت ۹۱۳ رای
۸−حاجی نظام الدوله ۹۰۰ رای
۹−اقبال لشکر ۸۵۰ رای
۱۰−حاجی محمدعلی بادامچی ۷۹۲ رای …
آنچه لازم بود ۹ نفر بود که در اقبال لشکر ختم است، حاجی سید حاج آقا استعفا کرد نوبت به حاج محمدعلی رسید.

### فعالیت‌ها
ستارخان و باقر خان با کمک و همکاری انجمن و مجاهدین و دیگر اهالی تبریز توانست یازده ماه یعنی از ۲۰ جمادی‌الاول ۱۳۲۶ تا هشتم ربیع‌الثانی ۱۳۲۷ در مقابل بیش از سی هزار نیروی مهاجم به فرماندهی عین الدوله و صمد شجاع‌الدوله و شجاع نظام مرندی مقاومت کند. بسیاری از اعضای انجمن تبریز و مجاهدین مشروطه جان خود را در راه عدالتخواهی و آزادی عرضه کردند.